# Marko Lešković
Marko Lešković (Našice, 27 de abril de 1991) es un futbolista croata que juega en la demarcación de defensa para el N. K. Slaven Belupo de la Primera Liga de Croacia.

## Selección nacional
Tras jugar con la selección de fútbol sub-18 de Croacia, la sub-19 la sub-20 y la sub-21 finalmente hizo su debut con la selección absoluta el 12 de noviembre de 2014 en un partido amistoso contra Argentina. El partido acabó con un resultado de 2-1 a favor del combinado argentino tras los goles de Cristian Ansaldi y Lionel Messi para Argentina, y de Anas Sharbini para Croacia.

## Clubes
| Club                        | País    | Año       | Partidos | Goles |
| --------------------------- | ------- | --------- | -------- | ----- |
| H. N. K. Suhopolje (cedido) | Croacia | 2010-2011 | 14       | 4     |
| N. K. Osijek                | Croacia | 2011-2013 | 62       | 7     |
| H. N. K. Rijeka             | Croacia | 2013-2016 | 87       | 7     |
| G. N. K. Dinamo Zagreb      | Croacia | 2016-2020 | 64       | 3     |
| N. K. Lokomotiva (cedido)   | Croacia | 2020      | 0        | 0     |
| G. N. K. Dinamo Zagreb      | Croacia | 2020-2021 | 1        | 0     |
| N. K. Lokomotiva (cedido)   | Croacia | 2021      | 17       | 1     |
| Kerala Blasters             | India   | 2021-2024 | 53       | 1     |
| N. K. Slaven Belupo         | Croacia | 2024-     | 3        | 0     |

## Palmarés

### Campeonatos nacionales
| Título                  | Club                   | País    | Año  |
| ----------------------- | ---------------------- | ------- | ---- |
| Copa de Croacia         | H. N. K. Rijeka        | Croacia | 2014 |
| Supercopa de Croacia    | H. N. K. Rijeka        | Croacia | 2014 |
| Primera Liga de Croacia | G. N. K. Dinamo Zagreb | Croacia | 2018 |
| Primera Liga de Croacia | G. N. K. Dinamo Zagreb | Croacia | 2019 |
| Copa de Croacia         | G. N. K. Dinamo Zagreb | Croacia | 2018 |
| Supercopa de Croacia    | G. N. K. Dinamo Zagreb | Croacia | 2019 |